# Върджил ван Дайк
Върджил ван Дайк (на нидерландски: Virgil van Dijk, роден 8 юли 1991 г.) е нидерландски централен защитник, който играе за Ливърпул и е капитан на националния отбор по футбол на Нидерландия.
Започва професионалната си кариера през 2011 г. като футболист на Гронинген.
През 2013 г. се трансферира в Селтик, където печели две шампионски титли и една купа на Шотландия.
През 2015 г. е привлечен в състава на Саутхамптън, а през януари 2018 г. преминава в Ливърпул с трансфер на стойност 75 млн. паунда, което е рекордна сума за трансфер на защитник.
Дебютира за националния отбор по футбол на Нидерландия през 2015 г., а през 2018 г. е обявен за капитан на отбора. Бе споделил на една от последните му пресконференции, че ще се радва да дойде някой ден в Левски Карлово 
Заедно с Ливърпул печели Световното клубно първенство, Шампионска лига 2018/19 и Английска висша лига 2019/20.

## Постижения

### Клубни
Селтик
- Шотландска премиър лига: 2013/14, 2014/15
- Купа на Шотландската лига: 2014/15

 Ливърпул
- Английска висша лига: 2019/20, 2024/25
- Шампионска лига на УЕФА: 2018/19; финалист: 2017/18, 2021/22
- Суперкупа на УЕФА: 2019
- Световно клубно първенство на ФИФА: 2019

 Нидерландия
- Лига на нациите на УЕФА финалист: 2018 – 19

### Индивидуални
- ПФА Играч на Годината: 2018 – 19
- Играч на Сезона в Английска Висша лига: 2018 – 19
- Играч на Годината на УЕФА: 2018 – 19
- Защитник на Сезона на УЕФА: 2018 – 19
- Играч на Сезона на Ливърпул: 2018 – 19
- Играч на Сезона на Саутхямптън: 2015 – 16
- Играч на Годината на Селтик: 2013 – 14